# Teflon Fonfara
Teflon Fonfara (geb. vor 1949 in Süddeutschland) ist ein deutscher Musiker.

## Leben
Bei den Pfadfindern lernte er Wandergitarre, zur Konfirmation bekam er die erste E-Gitarre, 1965 gründete Fonfara die Beatband „The Pleasures“. 1973 wechselte der Schlagzeuger Günter Klinger von der Gruppe „Eulenspygel“ zur damaligen Band Fonfaras, die zunächst den Namen „Eulenspygel“ annahm und sich nach einem Rechtsstreit in „Tyll“ umbenannte. 1975 erschien die deutschsprachige Krautrock-Schallplatte Sexphonie, danach löste sich Tyll auf und Fonfara gründete die Gruppe „Fonfara Music“, die vor allem durch ausladende Gitarrensoli bekannt wurde.
1978 gründete Fonfara „Stuttgarts ersten Sargverleih“ und machte damit bundesweit Schlagzeilen.
Zur Zeit der Neuen Deutschen Welle veröffentlichte er 1982 zwei LPs mit den Titeln Inge in Venedig und Originalton – Mein Leben ist ein Werbespot. Danach lebte er in Manhattan und hatte Auftritte in dortigen Clubs sowie in den US-Fernsehsendungen Coca Crystels TV Show und New York Nites. Von 1986 bis 1998 kreierte er für den Süddeutschen Rundfunk in Stuttgart die Kult-Show Frau Kächele & Frau Peters als Autor, Sprecher aller Stimmen und Produzent von über 800 Folgen. Die Serie wurde mit der Fusion von SDR und SWF beendet, im Internet leben die fiktiven Figuren allerdings weiter. Weitere Serien von Teflon Fonfara bei öffentlich-rechtlichen Sendern: Radio Mokkaschnitte (SWR), Radio-Heilung (SWR), Engelserie (SDR), Point Mastermix (SDR).
1994 veröffentlichte Teflon Fonfara den Techno-Titel Schwarze Wolken (feat. Luis Trenker) und landete auf Platz 27 der DJ-Top-40 (die ARD zeigte einen Film über ihn in Mensch Leute, weitere TV-Auftritte bei Stefan Raab / VIVA etc.).
Der einstige Rock-’n’-Roll-Gitarrist spielt auch die von ihm konzipierte 10-saitige Electric Sitar.
Teflon Fonfara beschäftigte sich stets auch mit freier Musik und den schamanischen, heilsamen Zusammenhängen von Klängen und Rhythmen, meist auch in Zusammenarbeit mit Spielern von indischen Klangschalen, indischer Tanpura oder Didgeridoospielern.
Nach Fonfaras Denkweise bedeuten Humor, Harmonie und Heilung in einem höheren Sinn dasselbe.

## Aktuelle Projekte
Seine derzeitigen Bands sind „Asian Stars“ und „Sirius-Engel“.
Teflon Fonfara gibt Meditationskurse und lebensberatende Seminare zur Selbstheilung und Aktivierung der Selbstheilungskräfte und zu den „Höheren weltlichen und spirituellen Gesetzmäßigkeiten“. Er betreibt ein aktives Forum zu diesem Thema.
2004 veröffentlichte Teflon Fonfara die weltweit erste Online-Meditation im deutschsprachigen Netz, dies ist ein kostenloser Kurs für all diejenigen, die von ihm vor 20 Jahren entwickelte Entspannungsübung erlernen wollen.
Im April 2007 wurde die CD „The Ultimative Smoke On The Water Show“ für den Gitarren-Weltrekord 2007 veröffentlicht, Fonfara ist beteiligt mit 2 Versionen des Deep-Purple-Klassikers, einmal mit der „Indian Version of Smoke on the Water“ (performed by Teflon Fonfara´s ASIAN STARS) und weiter mit einer Comic-Version (performed by Frau Kächele & Frau Peters).
2012 veröffentlicht er die Bücher „Die Gitarren-Verschwörung – Verschwiegene Geheimnisse eines Musikinstruments“ und „Lyrik, Witz & Wahrheit – Meine täglichen Facebook-Sprüche“. Im Januar 2013 erschien „Die Kraft der spirituellen Transformation – Humor, Harmonie, Heilung“. Im April 2020 erschien das Buch „Der neue Bahnhof isch fertig - Frau Kächele & Frau Peters unterwegs“.

## Der Name
Den Künstlernamen „Teflon“ legte er sich bei Erscheinen der NDW-LPs zu, „Fonfara“ ist sein echter Familienname. Seit 1990 steht der Künstlername „Teflon Fonfara“ im amtlichen Ausweis.
Als 2003 der Schweizer Chemiekonzern DuPont als rechtlicher Marken-Inhaber des Begriffes „Teflon“ dem Künstler die weitere Nutzung des geschützten Begriffes „Teflon“ untersagen wollte, konnte Teflon Fonfara auf juristischen Weg belegen, dass er sich bereits seit 1982 so nennt und man einigte sich dahingehend, dass Teflon Fonfara sich weiterhin im Zusammenhang mit seiner künstlerischen Arbeit so nennen darf.

## Bücher
- „Der neue Bahnhof isch fertig - Frau Kächele & Frau Peters unterwegs“ (2020) ISBN 978-3-8425-2273-2
- „Die Gitarren-Verschwörung – Verschwiegene Geheimnisse eines Musikinstruments“ (2012) ISBN 978-3-8482-2755-6
- „Lyrik, Witz & Wahrheit – Meine täglichen Facebook-Sprüche“ (2012) ISBN 978-3-8482-3247-5
- „Die Kraft der spirituellen Transformation – Humor, Harmonie, Heilung“ (2013) ISBN 978-3-941363-84-7
- „Frau Kächele & Frau Peters – Hefezopfpower“ (1998) ISBN 978-3-932855-01-6